# Александров, Сергей Николаевич (инженер)
Сергей Николаевич Александров (31 мая 1937 г. − 6 января 2023 г.) − советский и украинский горный инженер, лауреат Ленинской премии, декан горного факультета, проректор ДонНТУ, директор Горного института ДонНТУ.

## Биография
Родился 31 мая 1937 года в г. Краматорске. В 1957 году окончил Дружковский машиностроительный техникум по специальности «Горная электромеханика». Работал на шахтах Донецкой области в период 1957—1961 годов горным мастером, в 1961—1966 годах − машинистом угольного комбайна и бригадиром сквозной комплексной бригады. С 1961 года принимал участие в Первой всесоюзной совещании бригад и ударников коммунистического труда.
В 1961—1966 годах заочно учился в Московском горном институте (сейчас — Горный институт НИТУ «МИСиС») по специальности «Разработка месторождений полезных ископаемых». Работал в городе Дзержинске Донецкой области начальником участка, позже заместителем главного инженера шахты им. Ф. Дзержинского. В 1964 году в составе группы авторов изобретений и внедрения новых видов комбайнов (УКР, «Темп», «Комсомолец») на пластах крутого падения удостоен Ленинской премии. В 1966 году получил орден Ленина за успешное выполнение заданий «семилетки».
В период с 1966 по 1974 гг. входил в состав технологической группы по борьбе с внезапными выбросами угля и газа треста «Артемуголь», в 1974—1977 годах — директором шахты «Северная», а в 1977—1979 годах — главным инженером шахты «Анадырская» комбината «Северовостокуголь».
В 1979 году начал работать ассистентом кафедры «Охрана труда» Донецкого политехнического института, впоследствии получил звание доцента. В период 1986—1994 годов был деканом горного факультета ДПИ. С 1994 года назначен проректором по учебной работе и ректором горного института.
Автор 63 научных публикаций и 19 изобретений. Подготовил 4 кандидата наук.
Умер 6 января 2023 года.

## Награды
- Орден Ленина
- Ленинская премия
- Награждён тремя знаками «Шахтерская слава» I, II и III степеней
- Медали ВДНХ СССР, ведомственные знаки и грамоты.